# Felsőbeszterce
Felsőbeszterce (korábban Felső-Bisztricza, szlovénül: Gornja Bistrica, vendül Gorenja Bistrica) falu Szlovéniában a Muravidéken. Közigazgatásilag Cserföld községhez tartozik.

## Fekvése
Muraszombattól 15 km-re délkeletre a Mura bal partján fekszik.

## Története
Felsőbeszterce a három középkori Beszterce falu egyike, melyeket ekkor még Belső-, Külső- és Nagybeszterceként említenek. 1381-ben "Belseubezterche, Nogbezterche", 1389-ben "Belseubestriche, Kylseubreztriche", 1411-ben "Utraque Bestricze", 1428-ban "Utraque Byztriche" néven szerepelnek a korabeli forrásokban. Nemti (ma Lenti) várának uradalmához, később a belatinci uradalomhoz tartoztak.
Az alsólendvai Bánffy család birtoka volt. A Bánffyakat  a Csákyak követték, akik alig egy évszázadig voltak a falu birtokosai, végül a 19. század a Gyika család kezében volt az uradalom.
Vályi András szerint " BISZTRICE. Bisztricz. Alsó, felső, és köz Bisztricze, elegyes faluk Szala Vármegyében, fekszenek Bellatinczhoz nem meszsze, termésbéli vagyonnyaikra nézve, első Osztálybéliek."
Fényes Elek szerint "Bisztricza (Felső), vindus-tót falu, Zala vgyében, 511 kath. lak. a belatinczi uradalomban. " 
1910-ben 1028, túlnyomórészt szlovén lakosa volt.
Közigazgatásilag Zala vármegye Alsólendvai járásának része volt. 1919-ben a Szerb–Horvát–Szlovén Királysághoz csatolták, ami tíz évvel később vette fel a Jugoszlávia nevet. 1941-ben a Muramentét a magyar hadsereg visszafoglalta és 1945-ig ismét Magyarország része volt, majd a második világháború befejezése után végleg jugoszláv kézbe került. 1991 óta a független Szlovén Köztársaság része. 2002-ben 701 lakosa volt.

## Nevezetességei
- Páduai Szent Antal tiszteletére szentelt kápolnája 1972 –ben épült.
- A Mura a vízi sportok kedvelőinek  paradicsoma.